# Tetridia caletoralis
Tetridia caletoralis är en fjärilsart som beskrevs av Walker 1859. Tetridia caletoralis ingår i släktet Tetridia och familjen Crambidae. Inga underarter finns listade i Catalogue of Life.